# Hohenberg-Krusemark
Hohenberg-Krusemark – miejscowość i gmina w Niemczech, w kraju związkowym Saksonia-Anhalt, w powiecie Stendal, wchodzi w skład gminy związkowej Arneburg-Goldbeck.
31 grudnia 2008 do gminy przyłączono Hindenburg,  następnego dnia gminę Altenzaun.

## Współpraca
Miejscowości partnerskie:
- Ellingen, Bawaria
- Straßenhaus, Nadrenia-Palatynat